# Elpidia heckeri
Elpidia heckeri is een zeekomkommer uit de familie Elpidiidae.
De wetenschappelijke naam van de soort werd in 1989 gepubliceerd door Z.I. Baranova.